# Roger Milla
Roger Milla   (Yaoundé, 20 de maig de 1952) és un destacat exfutbolista camerunès dels anys 80 que jugava de davanter.

## Biografia
Roger Milla, nascut com a Albert Roger Miller el 20 de maig del 1952 a Yaoundé (Camerun) ha estat un dels millors jugadors de futbol africans de la història.
Als 13 anys ingressà al Eclair de Douala. Als 18 guanyà la seva primera lliga amb un altre club de Douala, el Léopard Douala. El 1976 fitxà pel Tonnerre Yaoundé i guanyà la seva primera Pilota d'Or Africana. Un any més tard viatjà a Europa i fitxà pel Valenciennes francès. El 1979 fitxà per l'AS Monaco i un any més tard pel SC Bastia però els millors anys els visqué al Saint-Etienne (1984) i al Montpeller (1986), club en el qual es retirà del futbol professional l'any 1989 i on s'inicià en el cos tècnic de l'equip.
Debutà amb la selecció del Camerun l'any 1978. L'any 1982 disputà el mundial amb el seu país, així com els Jocs Olímpics de Los Angeles 1984. Inicialment es retirà de la seva selecció l'any 1987 però una trucada del president del Camerun Paul Biya el va convèncer per a tornar a la selecció per al Mundial d'Itàlia 1990. Fou un gran encert, ja que Roger Milla fou una de les grans estrelles del mundial, amb 4 gols marcats, i classificant la seva selecció per als quarts de final (el màxim aconseguit mai per una selecció africana). Ja amb 42 anys disputà el mundial dels Estats Units l'any 1994. El gol que marcà davant Rússia és el gol del jugador més vell en la història de les fases finals mundialistes.
Actualment és ambaixador per les causes africanes. L'any 2004 va ser inclòs en el selecte grup dels FIFA 100, una llista amb 125 grans jugadors vius seleccionats per Pelé, amb motiu del centenari de la FIFA.

## Trajectòria esportiva
- Eclair de Doulala 1965 - 1970
- Léopard Douala 1970-1973
- Tonnerre Yaoundé 1974-1977
- Valenciennes 1977-1979
- AS Monaco 1979-1980
- SC Bastia 1980-1984
- AS Saint-Etienne 1984-1986
- Montpellier HSC 1986-1989

## Títols
- Lliga camerunesa de futbol: 1972 amb el Leopard Douala.
- Copa camerunesa de futbol: 1974 amb el Tonnerre Yaoundé.
- Recopa Africana de futbol: 1976 amb el Tonnerre Yaoundé.
- Pilota d'or africana: 1976.
- Copa francesa de futbol: 1980 amb el Monaco, 1981 amb el Bastia.
- Copa d'Àfrica de Futbol: 1984, 1988

## Jubileu Roger Milla
Roger Milla va organitzar el seu gran jubileu el desembre de 1987, i el gener de 1988, al Camerun. El primer partit es jugà a Douala el 28 de desembre de 1987 davant de 35.000 espectadors. El partit final del jubileu va tenir lloc a l'estadi Omnisport de Yaoundé el 2 de gener de 1988, al davant de prop de 110.000 espectadors.
La selecció Jubileu Roger Milla, que estava composta pels seus amics professionals de totes les nacionalitats, es va oposar a l'equip nacional del Camerun. Roger Milla començarà un primer període amb la seva selecció abans d'acabar amb els Lleons Indomables del Camerun. Va finalitzar el partir amb una volta d'honor.
Selecció Jubileu Roger Milla :
- Grégoire M'Bida
- Manuel Amoros
- Roger Milla
- Joseph-Antoine Bell
- François Omam-Biyik
- Nordine Kourichi
- Roger Mendy
- Christian Payan
- Philippe N'Dioro
- Ernest Ebongué
- Joseph Enanga
- Luc Sonor
- Oumar Sène
- Jules Bocandé
- Saar Boubacar
- Alain Giresse